# كري سامر
كري سامر (بالإنجليزية: Cree Summer)‏ هي مغنية وملحنة وممثلة كندية وأمريكية، ولدت في 7 يوليو 1969 بلوس أنجلوس في الولايات المتحدة.

## أعمال

### أفلام
- (2001) الإمبراطورية المفقودة
- (2003) عودة أطلنطس
- (2006) بامبي 2[8][9][10]
- (2007) دوومسدي
- (2015) الإسفنج خارج المياه

### مسلسلات
- المراهقة الآلية
- حكايات جنجر
- داني الشبح
- صابرينا
- مخيم الكشافة

## وصلات خارجية
- كري سامر على موقع IMDb (الإنجليزية)
- كري سامر على موقع ميتاكريتيك (الإنجليزية)
- كري سامر على موقع روتن توميتوز (الإنجليزية)
- كري سامر على موقع قاعدة بيانات الأفلام العربية
- كري سامر على موقع ألو سيني (الفرنسية)
- كري سامر على موقع ميوزك برينز (الإنجليزية)
- كري سامر على موقع أول موفي (الإنجليزية)
- كري سامر على موقع قاعدة بيانات الأفلام السويدية (السويدية)
- كري سامر على موقع إن إن دي بي (الإنجليزية)
- كري سامر على موقع أول ميوزيك (الإنجليزية)